# 沖山光利
沖山 光利（おきやま てるとし、1933年5月1日 - 2012年5月23日）は、東京都出身で、大洋ホエールズに在籍したプロ野球選手（外野手）である。1960年の大洋V1戦士の1人。

## 来歴・人物
明治高校では外野手として、甲子園に3回出場した。2年生時の1950年春の選抜では1年上のエース・大崎三男を擁し、1回戦で彦根高を降すが、準々決勝で北野高に敗退。同年夏の選手権は2回戦（初戦）で北海高に敗れる。翌年の春の選抜では準決勝まで進むが、藤尾茂、中田昌宏らを擁した鳴尾高に大敗した。
卒業後は明治大学に進学。東京六大学野球リーグではエース秋山登を擁し、1953年秋季リーグの戦後初優勝を含め、在学中に3度の優勝を経験。1954年、1955年の全日本大学野球選手権で連続優勝を果たす。同年の第2回アジア野球選手権大会日本代表として、日本チームの優勝に貢献。リーグ通算95試合出場、323打数86安打、打率.266、1本塁打、23打点、ベストナイン（外野手）2回。
1956年に大洋ホエールズに入団。秋山、土井淳、岩岡保宏、黒木弘重らと同期入団し「明大五人衆」と呼ばれ話題になった。俊足巧打を買われ、開幕から左翼手、一番打者として起用される。同年は規定打席（28位、打率.202）に達し、19盗塁を記録。6月6日の対阪神戦で小山正明と対戦。初回先頭打者でヒットを打つ。しかし小山はその後の打者27人を完璧に抑えて完封し「沖山に打たれなければ完全試合だった」と悔しがった。
翌1957年は序盤に故障欠場するが復活。その後も勝負強い打撃で活躍するが、1960年のオープン戦で犠打を失敗し併殺打に倒れると、三原脩監督が激怒。開幕以降の先発出場はわずか1試合と、2ヶ月近く起用されなくなる。5月5日の巨人戦でようやく代打起用され逆転タイムリーヒットを放ち、これ以後は左翼手として返り咲いた。沖山は「打席に立った時、足の震えが止まらなかった」と後に語っているが、これは当時6年連続最下位だった大洋のチーム体質を変える為に、三原監督が取った作戦だったと言われている。同年はチャンスメーカーとしてリーグ初優勝に貢献。大毎との日本シリーズは第2戦のみの出場で、3打数1安打とあまり活躍の場はなかった。同年限りで現役を引退。
引退後は30年以上にわたって二軍コーチ、二軍監督、球団フロントを歴任し、1996年に退団するまで大洋・横浜一筋のプロ野球人生だった。
ファームのコーチ時代、狙った所に正確に打つノックの腕は天下一品と言われていた。田代富雄のニックネーム「オバQ」および高木由一のニックネーム「とっつぁん」は、コーチ時代の沖山が付けたもの。山崎賢一には「番長」というニックネームを付けているが、プロ入り前の山崎のニックネームは「組長」であり、社会に出ればランクが下がるだろうと考え付けたものである。後に三浦大輔へ「ハマの番長」として受け継がれた。
2012年5月23日、脳出血のため死去。79歳没。

## 詳細情報

### 年度別打撃成績
| 年 度     | 球 団     | 試 合 | 打 席 | 打 数 | 得 点 | 安 打 | 二 塁 打 | 三 塁 打 | 本 塁 打 | 塁 打 | 打 点 | 盗 塁 | 盗 塁 死 | 犠 打 | 犠 飛 | 四 球 | 敬 遠 | 死 球 | 三 振 | 併 殺 打 | 打 率 | 出 塁 率 | 長 打 率 | O P S |
| --------- | --------- | ----- | ----- | ----- | ----- | ----- | -------- | -------- | -------- | ----- | ----- | ----- | -------- | ----- | ----- | ----- | ----- | ----- | ----- | -------- | ----- | -------- | -------- | ----- |
| 1956      | 大洋      | 114   | 435   | 387   | 35    | 78    | 11       | 3        | 3        | 104   | 13    | 19    | 10       | 6     | 2     | 40    | 0     | 0     | 69    | 1        | .202  | .276     | .269     | .545  |
| 1957      | 大洋      | 93    | 297   | 264   | 32    | 66    | 12       | 1        | 0        | 80    | 9     | 9     | 5        | 9     | 0     | 23    | 0     | 1     | 40    | 5        | .250  | .313     | .303     | .616  |
| 1958      | 大洋      | 124   | 517   | 472   | 38    | 103   | 17       | 1        | 2        | 128   | 18    | 11    | 7        | 5     | 1     | 36    | 3     | 3     | 56    | 6        | .218  | .278     | .271     | .549  |
| 1959      | 大洋      | 84    | 200   | 179   | 14    | 30    | 7        | 0        | 2        | 43    | 12    | 6     | 4        | 5     | 2     | 14    | 0     | 0     | 23    | 1        | .168  | .228     | .240     | .468  |
| 1960      | 大洋      | 107   | 282   | 242   | 33    | 59    | 8        | 4        | 1        | 78    | 16    | 17    | 3        | 11    | 2     | 27    | 0     | 0     | 54    | 2        | .244  | .320     | .322     | .642  |
| 通算：5年 | 通算：5年 | 522   | 1731  | 1544  | 152   | 336   | 55       | 9        | 8        | 433   | 68    | 62    | 29       | 36    | 7     | 140   | 3     | 4     | 242   | 15       | .218  | .284     | .280     | .565  |

### 記録
- 初出場：1956年3月21日、対中日ドラゴンズ1回戦（中日スタヂアム）

### 背番号
- 21 （1956年 - 1960年）
- 41 （1961年 - 1980年）
- 82 （1981年）